# Laon
Laon [vysl. lã] je historické město v Pikardii v severovýchodní Francii, hlavní město departementu Aisne. Staré město s raně gotickou katedrálou leží na návrší s výškovým rozdílem 100 m. Se zachovanými městskými hradbami, mnoha historickými domy a budovami je to největší památková zóna ve Francii. V roce 2011 zde žilo 24 745 obyvatel.

## Historie
V místech starého města jsou nálezy osídlení z doby kolem 3000 př. n. l. a návrší i podhradí bylo znovu osídleno od 1. století př. n. l., později zde bylo opevněné římské castrum. Kolem roku 500 založil remešský biskup svatý Remigius (Rémi) město a biskupství Laon. Kolem roku 580 zde irští mniši založili opatství sv. Vincenta, kolem 640 následovalo opatství sv. Jana. V 10. století zde sídlili poslední karlovští králové a město bohatlo obchodem zejména s vínem. Románská katedrála z roku 800 vyhořela při požáru za povstání proti normanskému biskupovi v roce 1112 a v letech 1155–1180 byla postavena současná, raně gotická katedrála. Roku 1124 založili premonstrátští řeholníci klášter sv. Martina. Ve 14. století vznikly současné hradby a koncem 16. století začalo město ztrácet na významu v soutěži se Soissons.

## Doprava
Laon leží asi 140 km SV od Paříže a 50 km SZ od Remeše, na silnici N2 Paříž – Brusel a na dálnici A26. Má přímé železniční spojení do Paříže, Soissons, Remeše a dalších měst.

## Pamětihodnosti
- Hradby a brány ze 13.–14. století
- Katedrála Panny Marie (Notre-Dame) z let 1155–1235, byla postavena podle vzoru opatství Saint-Denis a naopak sloužila jako vzor pro katedrály v Chartres, v Magdeburgu a v Paříži. Je 110 m dlouhá s pěti věžemi o výšce 56–60 m. Bohatá plastická výzdoba byla poškozena za francouzské revoluce a středověká barevná okna poškodil výbuch blízké prachárny v roce 1870. V sousedství je biskupský palác s gotickou křížovou chodbou a patrovou kaplí ze 12. století
- kostel. sv. Martina z druhé poloviny 11. století (průčelí kolem 1270) a bývalý klášter (dnes nemocnice), založený sv. Norbertem
- Templářská kaple, zbytek komandatury ze 12. století
- Kolejová lanovka Poma od nádraží do starého města s převýšením 98 m

## Sousední obce
Athies-sous-Laon, Aulnois-sous-Laon, Barenton-Bugny, Besny-et-Loizy, Bruyères-et-Montbérault, Cerny-lès-Bucy, Clacy-et-Thierret, Chambry, Chivy-lès-Étouvelles, Molinchart, Presles-et-Thierny, Vorges

## Vývoj počtu obyvatel
Počet obyvatel 

## Osobnosti města
- Pierre Méchain (1744–1804), astronom a geograf

## Partnerská města
- Soltau, Německo
- Winchester, Velká Británie

## Fotogalerie

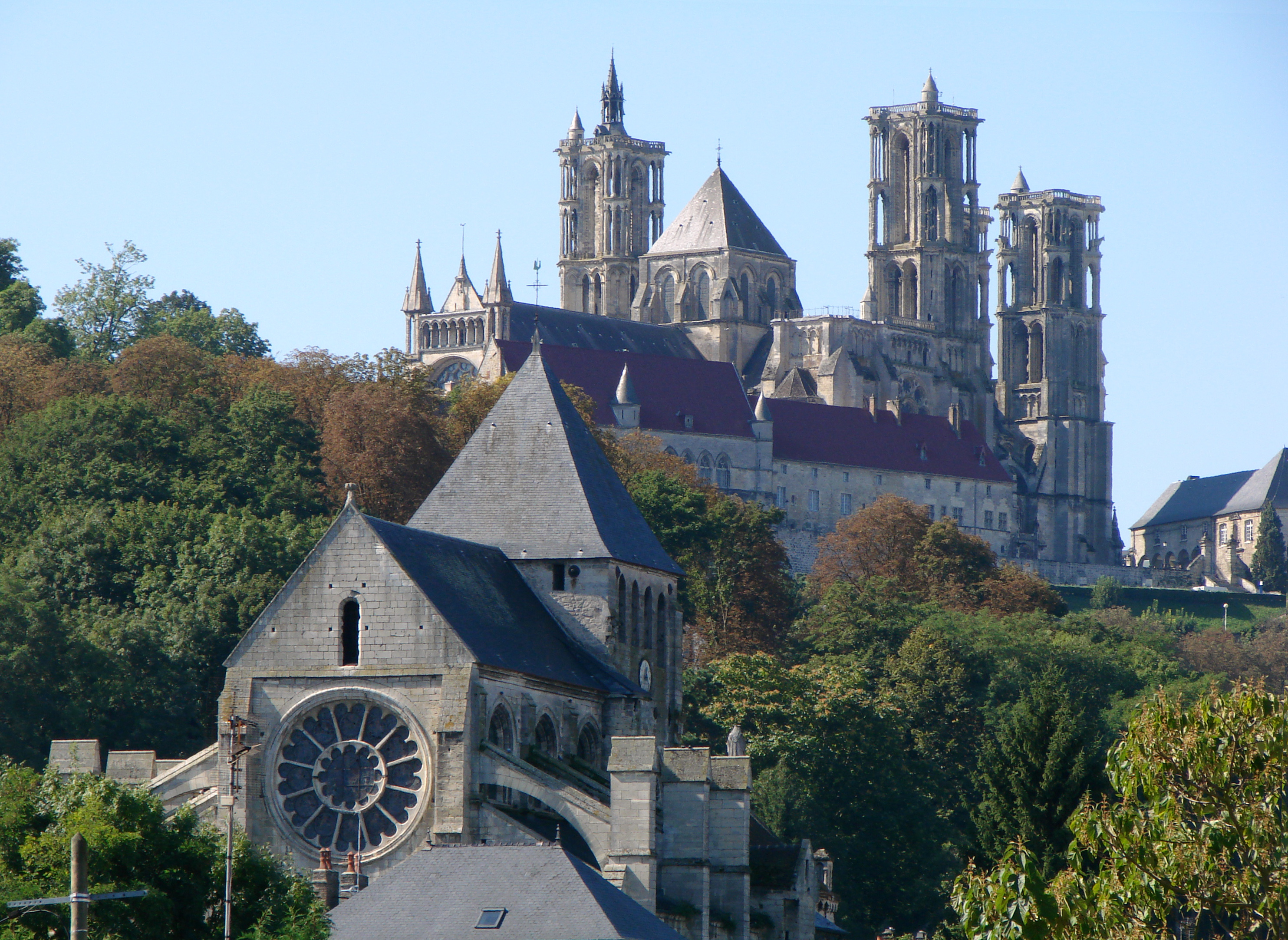
Pohled zdola
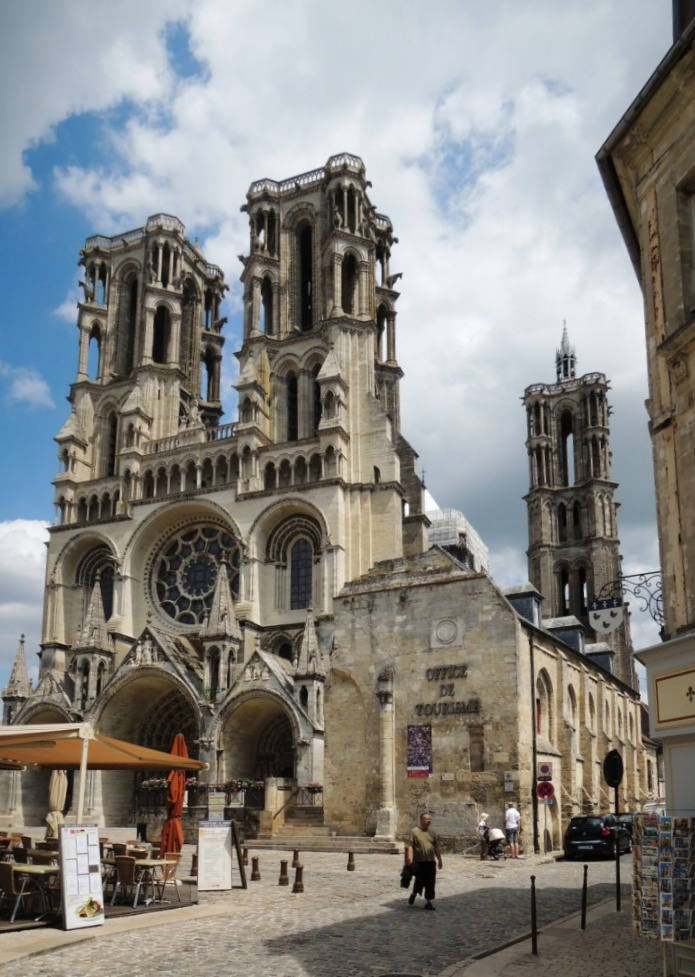
Katedrála a špitál z náměstí
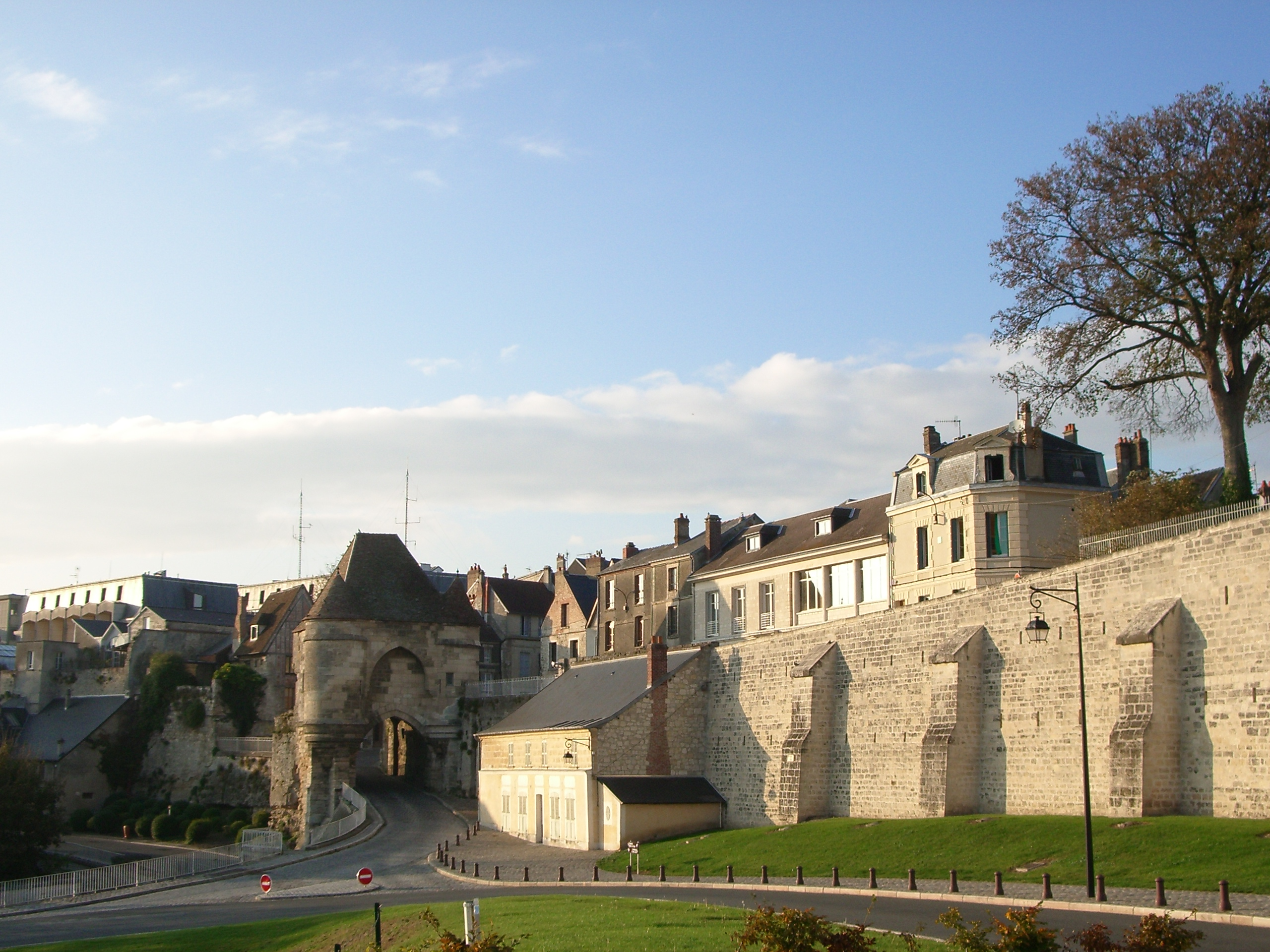
Hradby a brána
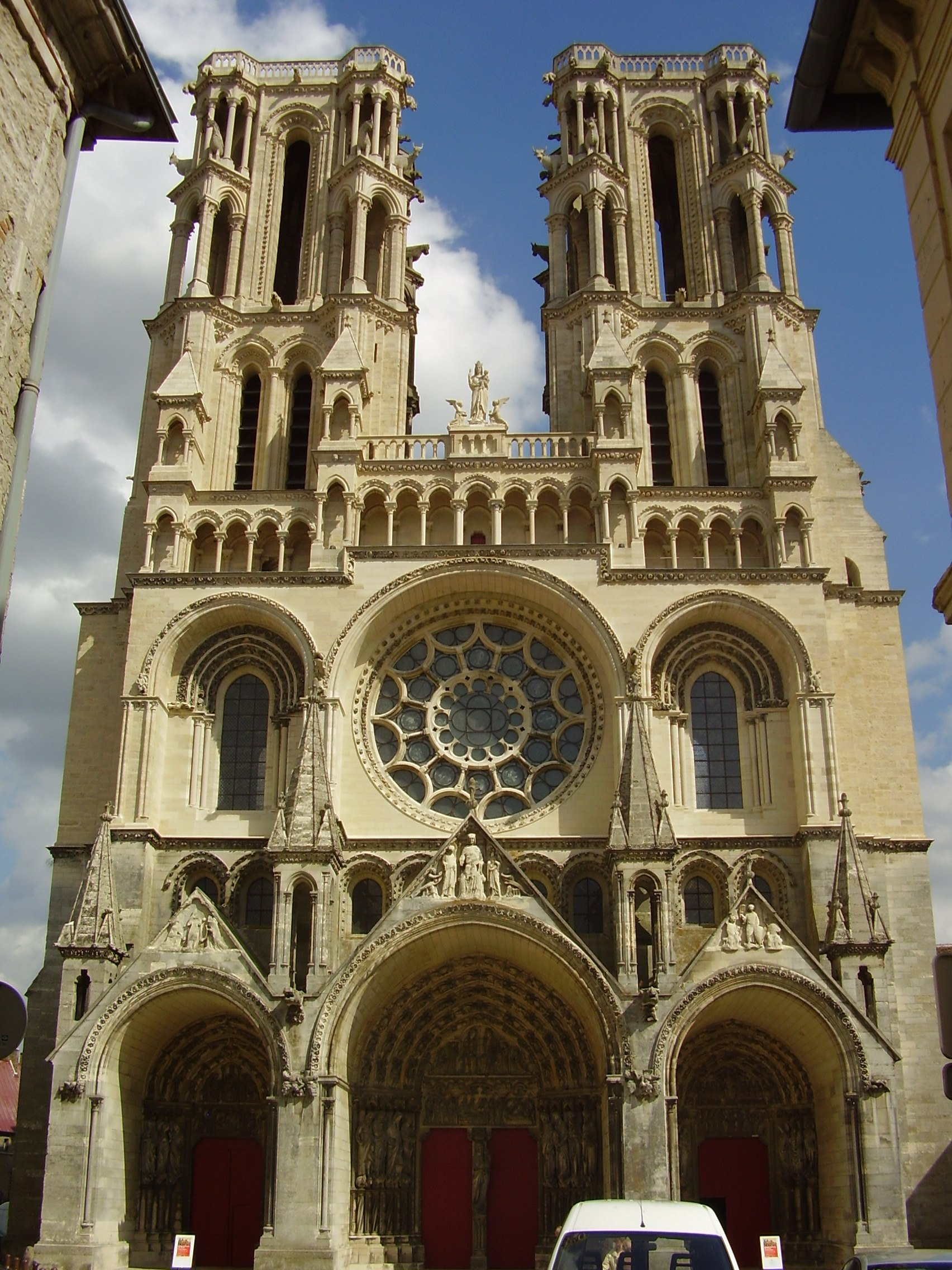
Katedrála, západní průčelí
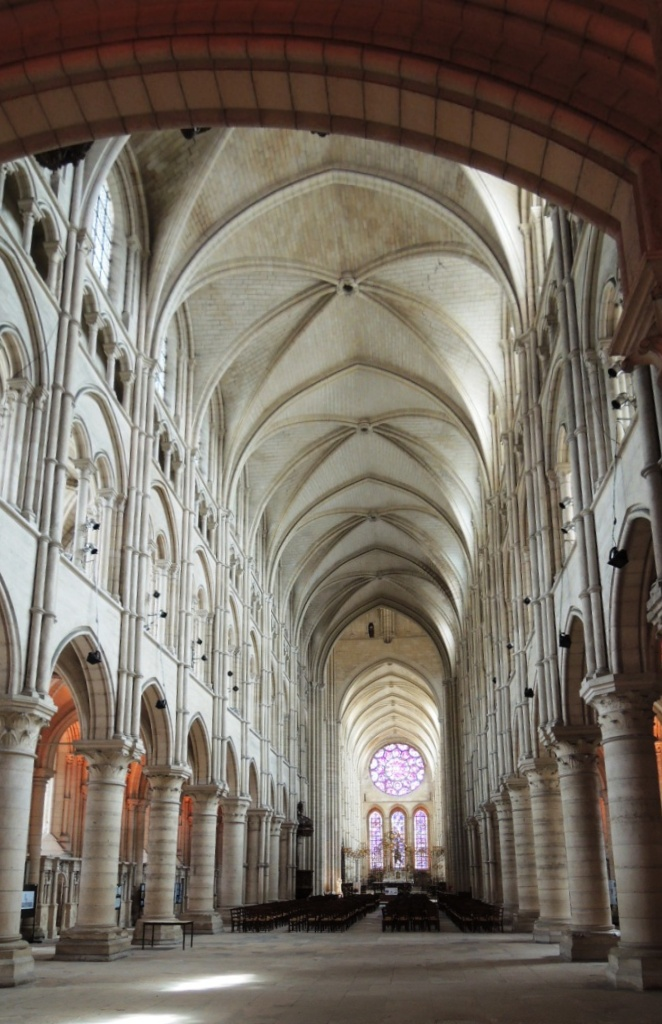
Katedrála, vnitřek
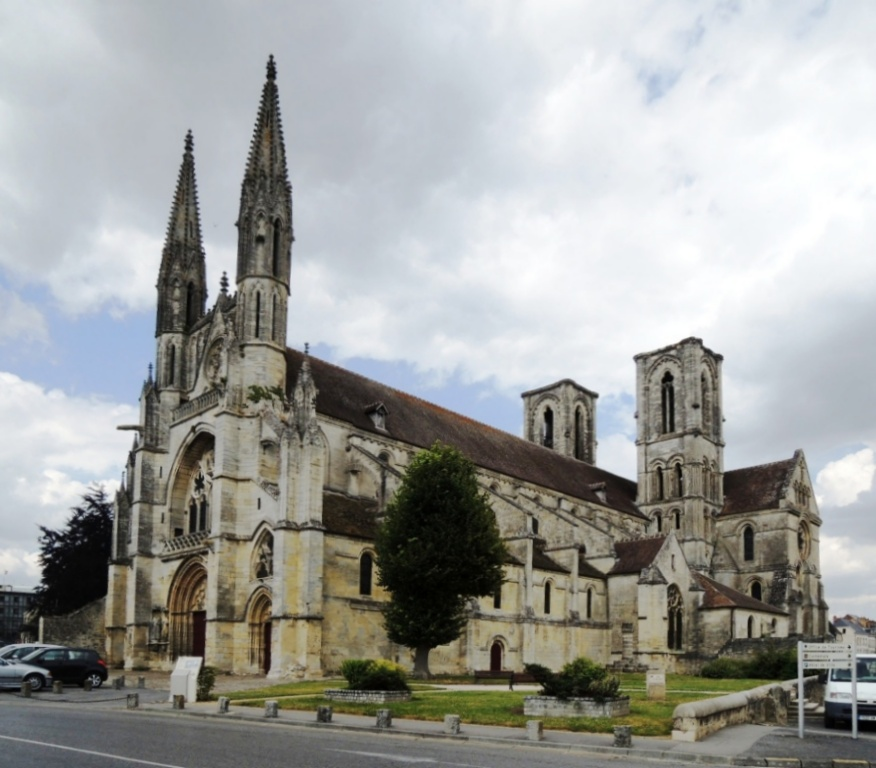
Bývalý klášterní kostel sv. Martina
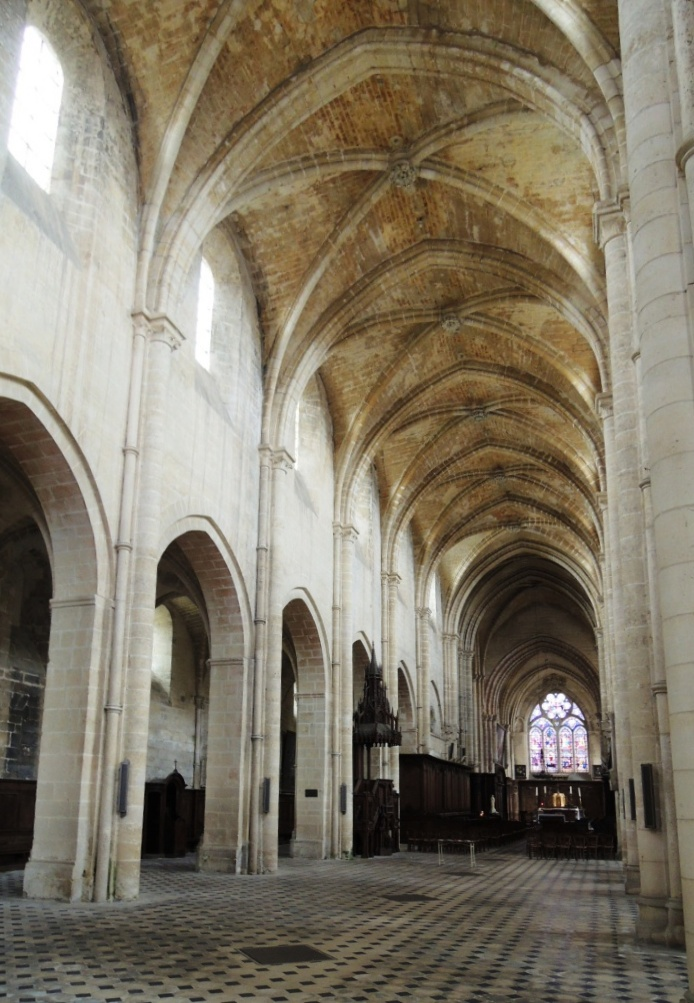
Sv. Martin, interiér
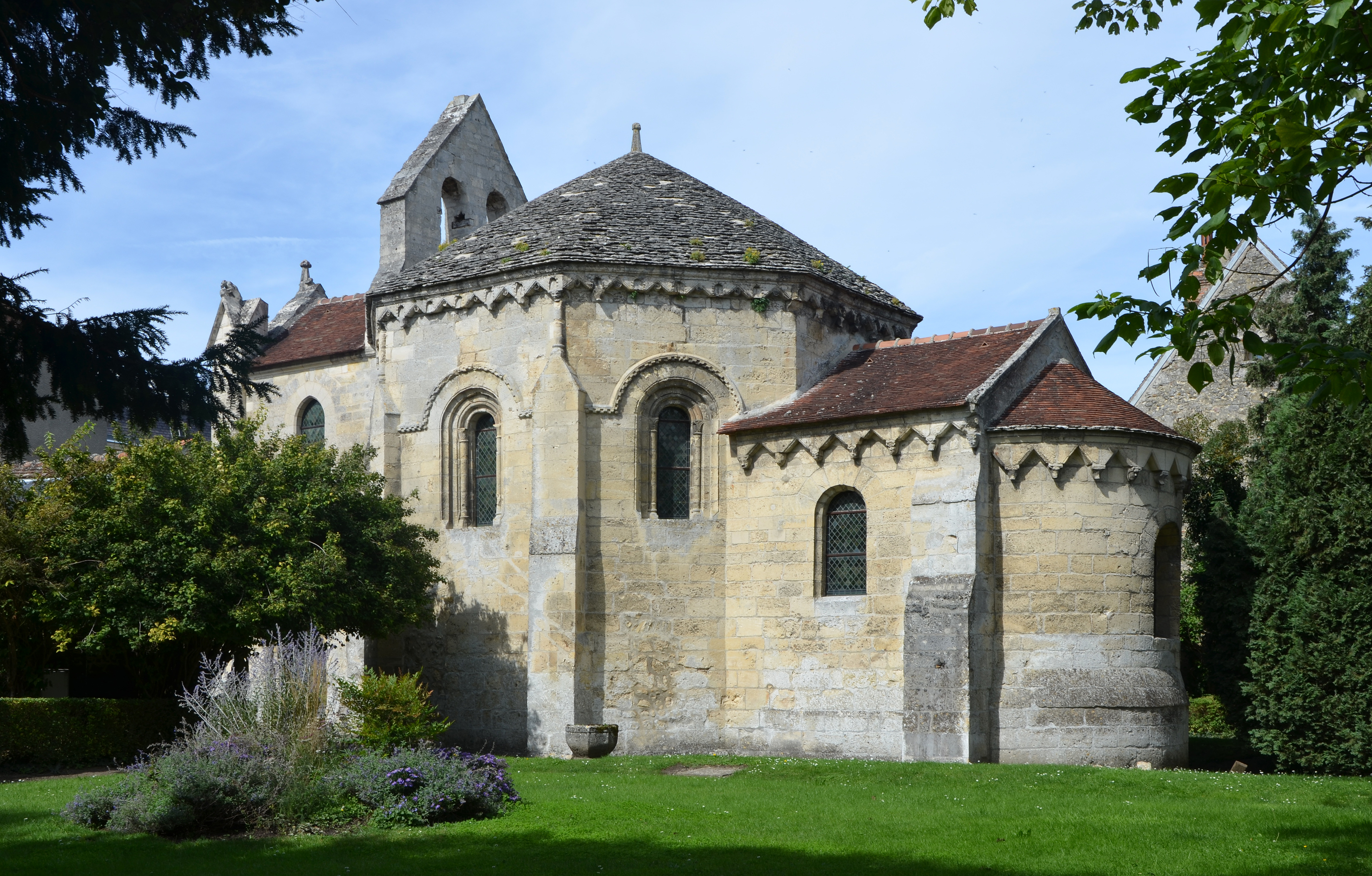
Templáŕská kaple